# 야마모토촌 (야마가타현)
야마모토촌(山元村)은 야마가타현 미나미무라야마군에 있던 촌이다. 현재의 가미노야마시에 해당한다.

## 역사
- 1889년 4월 1일 - 정촌제 시행에 의해 미나미무라야마군 야마모토촌이 성립하였다.
- 1934년 - 도호쿠 흉작 발생. 올겨울에는 20% 미만의 학생들이 점심 도시락을 싸가지 못해 286가구에서 225명이 일하러 나갔다고 한다.
- 1957년 3월 21일 - 가미노야마시에 편입해, 동일 야마모토촌은 폐지되었다

## 행정

### 소멸 당시(1957년 3월 21일) 개요
- 촌장: 사토 마사오
- 촌의회 의장: 가와이 만타
- 면적: 27.42k㎡
- 인구: 1,851명
- 세대수 : 303세대

## 교통

### 도로
- 오타키 가도 (현・국도 제348호선)

## 참고문헌
- 角川日本地名大辞典 6 山形県